# Marionina exigua
Marionina exigua är en ringmaskart som beskrevs av Ude 1896. Marionina exigua ingår i släktet Marionina och familjen småringmaskar. Inga underarter finns listade i Catalogue of Life.